# بارود لادخاني

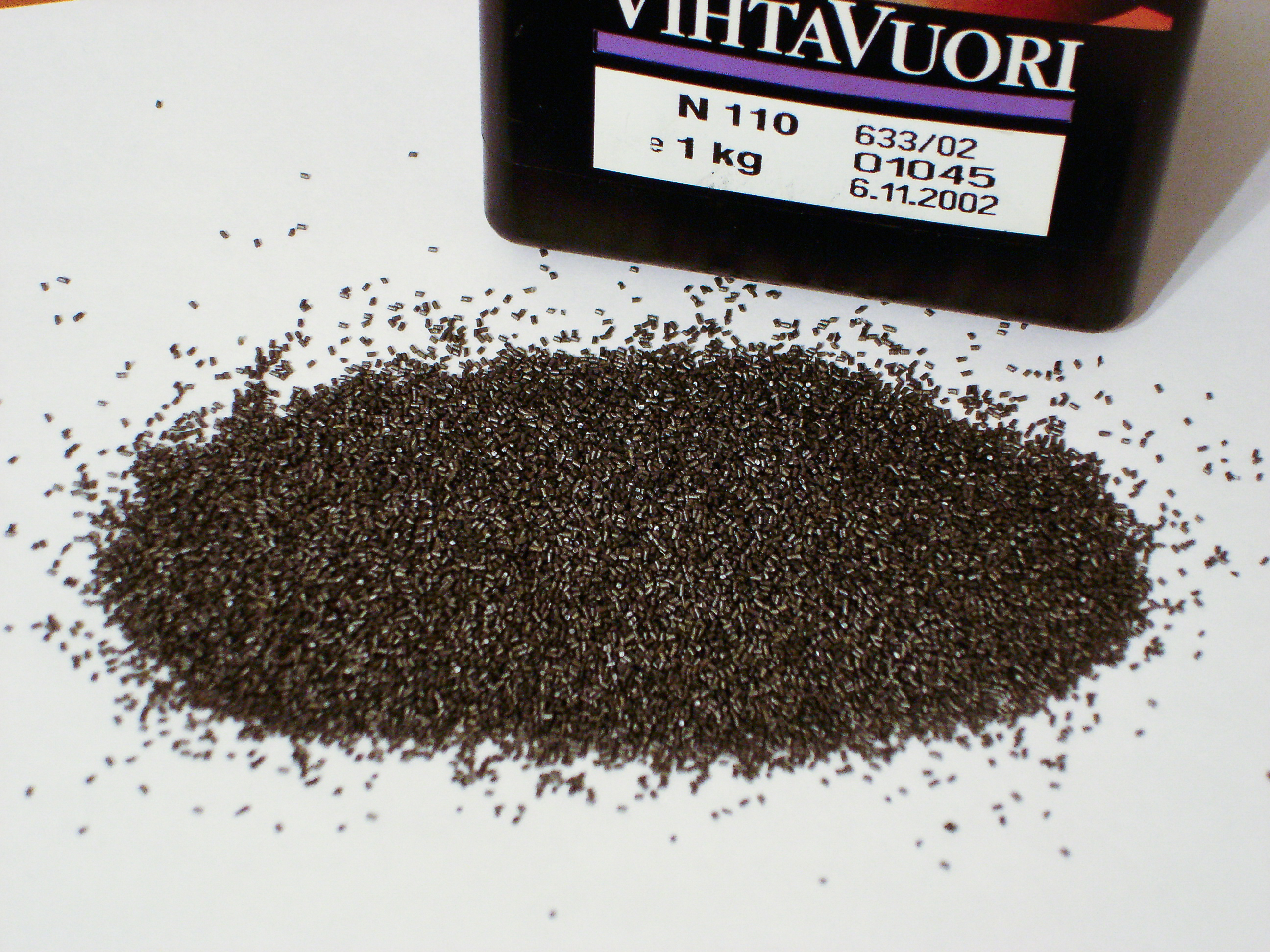

البارود اللادخاني هو اسم يطلق على مجموعة من المواد الدافعة التي تستخدم في الذخيرة التي ينتج عنها دخان قليل حين استخدامها.
البارود اللادخاني أو البارود القطني مادة متفجرة دافعة أساسها النتروسلولوز [C6H7O2(OH)3-X(ONO2)x]n والنتروسلولوز مادة بيضاء ليفية القوام تشبه القطن، ومن أهم ما تتصف به اختلاف مواصفاتها الفيزيائية والكيمياوية باختلاف نسبة ما تحتويه من الآزوت (النتروجين). يستعمل البارود اللادخاني في ذخائر الأسلحة النارية والصواريخ الصغيرة التي تعمل بالوقود الصلب وفي أدوات العمل التي تتطلب ضغطا عاليا وسرعة تنفيذ، وهو ليس ذرورا كما قد يتبادر إلى الأذهان، بل ينتج على شكل أقراص أو صفيحات أو أسطوانات أو حبال أو كريات من حجوم مختلفة. ويسمى «لا دخانيا» أو «غير مدخن» للتفريق بينه وبين البارود الأسود المدخن. والبارود اللادخاني سريع الاشتعال لا يحتاج إلى أوكسجين خارجي، وينتج عند احتراقه كميات هائلة من الغازات العديمة اللون وحرارة عالية. ومن أهم خصائصه احتراق حبيباته عموديا على سطح الاحتراق، وتعتمد سرعة الاحتراق وحجم الغازات المنطلقة على تركيب حبيبات البارود وشكلها ومساحة سطح الاحتراق، وتزداد سرعة الاحتراق بازدياد الضغط، فإذا احترق البارود في حيز محكم الإغلاق فإن الغازات المنطلقة تولد ضغطا متزايدا يتسبب في زيادة تسارع الاحتراق. ويتفوق البارود اللادخاني على البارود الأسود بصفاته الدفعية العالية وعدم تركه بقايا احتراق تذكر وقلة امتصاصه للرطوبة ومحافظته على مواصفاته عند تخزينه في شروط طبيعية لمدة طويلة وقلة حساسيته للمؤثرات الخارجية وإمكانية تشكيله بأشكال وحجوم مختلفة.
إن اختراع أول مادة شديدة الانفجار ينسب عموما إلى الكيميائي السويسري من أصل ألماني كريستيان شونباين Christian Friedrich Schonbein الذي توصل في عام 1845 إلى صنع البارود القطني (النتروسلولوز) بنقع القطن في مزيج من حمض الآزوت وحمض الكبريت ثم غسل الناتج بالماء لإزالة بقايا الحمض. وفي عام 1860 توصل ضابط بروسي يدعى إرنست شولتزه E.Schultze إلى صنع مادة دافعة شبيهة بسابقتها من نقع قطع صغيرة من الخشب في حمض الآزوت، وبعد أن أزال بقايا الحمض أشبع الناتج بالباريوم ونترات البوتاسيوم. وكان البارود الذي حصل عليه شولتزه وحمل اسمه جيداً جداً لبنادق الصيد، ولكنه قليل الصلاحية للمدافع وأكثر البنادق الحربية.
في سنة 1884 توصل الكيميائي الفرنسي بول فييّ Paul Vieill إلى صنع بارود لا دخاني غرواني مكثف، هو «البارود ـ ب» powder B، قريب في صيغته من البارود اللادخاني المعروف اليوم.
وفي عام 1888 أنتج الكيميائي السويدي الشهير ألفرد نوبل Alfred Nobel مادة جديدة أسماها بالستيت ballestite، تتألف من مزيج هلامي القوام gelatinized من النتروسلولوز (40%) المخفف الآزوت مع النيتروغليسرين (60%) وقطعها شرائح، وقد ظلت هذه المادة تستعمل بنجاح مدة زادت على 75 عاماً، وطور البريطانيون فيما بعد عدداً من المنتجات المماثلة لها أطلقوا عليها اسماً عاماً هو الكوردايت cordite.
كذلك توصلت الولايات المتحدة الأمريكية في عام 1909 إلى نوع من البارود اللادخاني أكثر أماناً أساسه القطن المنترج nitrocotton الحاوي على نسبة منخفضة من الآزوت، ويدعى بيروسلولوز pyrocellulose، وهو قابل للانحلال في الإتير والكحول. وقد تبين أن هذا النوع من البارود يصلح للاستعمال في جميع أنواع المدافع، وكان المادة الدافعة الرئيسية المستخدمة في الحرب العالمية الأولى.
أنواع البارود اللادخاني: يستعمل البارود اللادخاني اليوم على نطاق واسع، وهو يصنف عموما في صنفين: وحيد الأساس وثنائي الأساس. يحتوي البارود اللادخاني الوحيد الأساس على النتروسلولوز مع بعض الإضافات، وقد حل فيه سلولوز الخشب محل ألياف القطن، ولا تزيد نسبة الآزوت فيه على 12.5- 13.5%. أما البارود الثنائي الأساس وهو أكثر أنواعه فيشتمل على نسبة 70-80% نترو سلولوز و20-30% نتروغليسرين. وقد يضاف إلى الصنفين إضافات لضمان ثباتهما وتحسين مواصفاتهما، أما أشهر أنواع البارود اللادخاني فهي: البارود البيروكسيليني والبارود النتروغليسريني وبارود الأمونيوم وبارود ثالث نترو تولوين.

## المصدر
- البارود اللادخاني - موسوعة المورد، منير البعلبكي، 1991